# Almofariz

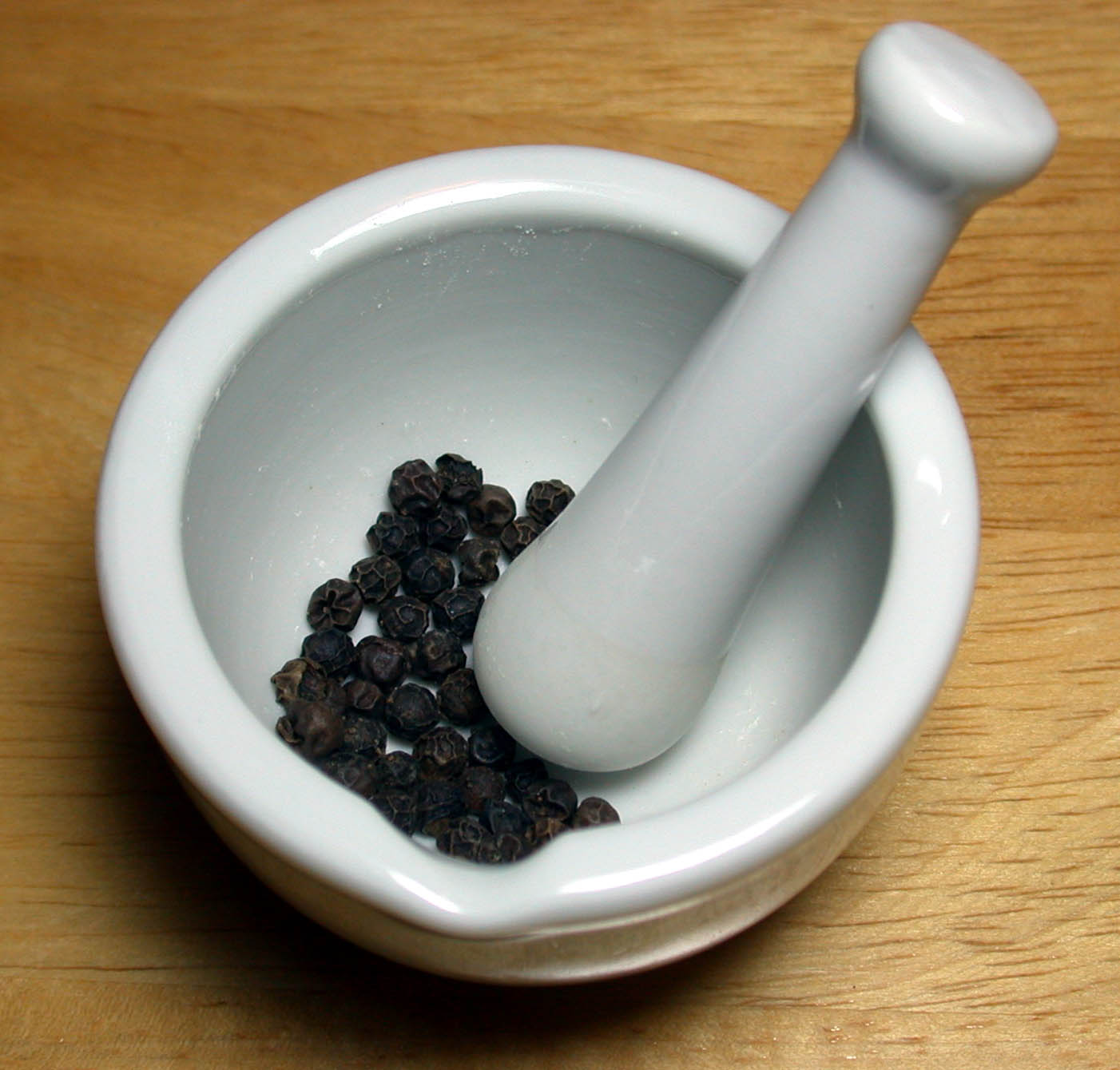
Almofariz de porcelana para moer pimenta-preta.

Almofariz (também chamado gral, moedor ou morteiro) é um utensílio que serve para moer ou esmagar pequenas quantidades de produtos, por vezes misturando vários ingredientes. Trata-se de uma tigela de paredes grossas na qual se coloca o material a ser moído ou esmagado por uma outra peça, chamada pilão ou pistilo, que é um bastão com ponta semiesférica, geralmente feito do mesmo material que o almofariz (madeira, barro, pedra ou metal).
É usado na cozinha, em laboratórios químicos e de biologia molecular. Antigamente, o almofariz era peça essencial nas farmácias de manipulação, mas atualmente tem sido substituído por instrumentos elétricos.
Para utilizá-lo, segura-se o pistilo pelo cabo, batendo-o contra o almofariz, até triturar, amassar ou pulverizar o alimento, substância ou corpo a ser transformado.

## Origem
Os almofarizes foram inventados na Idade da Pedra, quando os humanos descobriram que o processamento de alimentos e outros materiais por trituração e moagem em partículas menores permitia um uso melhor em comparação com os grãos duros ou blocos de sal, pois podiam ser cozidos e digeridos mais facilmente se moídos primeiro. Vários destes objetos de pedra foram encontrados em sítios pré-históricos.
Os cientistas encontraram almofarizes no sudoeste da Ásia que datam de aproximadamente 35.000 a.C.
Almofarizes de pedra também foram usados pela cultura Kebaran de 22.000 a 18.000 a.C para esmagar grãos e outros materiais vegetais. Os almofarizes Kebaran encontrados são tigelas esculpidas, ligeiramente cônicas, de pedra porosa lisa.
Outro exemplo da Idade da Pedra  são da caverna Raqefet em Israel, onde foi descoberto que as cavidades naturais no chão das cavernas eram usadas pelos cultura natufiana por volta de 10.000 a.C para moer cereais para fazer cerveja. Essas cavidades da rocha são grandes o suficiente para que uma pessoa fique de pé ao lado deles e esmague os cereais dentro com um longo pilão de madeira.
Antigos africanos, sumérios, egípcios, polinésios, nativos americanos, chineses, indianos, gregos, celtas e inúmeros outras povos usavam almofarizes para processar materiais e substâncias para cozinhar, artes, cosméticos, produtos químicos simples, cerâmicas e remédios. 
Desde o século XV, os almofarizes de bronze tornaram-se populares, especialmente para uso na alquimia. Elas se tornaram mais elaboradas com o passar do tempo e tinham a vantagem de serem mais duras, sendo facilmente fundidas com alças para manuseio e bicas para facilitar o despejo. No entanto, a grande desvantagem era que o bronze reagiria com ácidos e outros produtos químicos e corroía facilmente. Desde o final do século XVII, os almofarizes de porcelana esmaltada tornaram-se muito úteis, pois não seriam danificadas por produtos químicos e seriam fáceis de limpar.

## Galeria

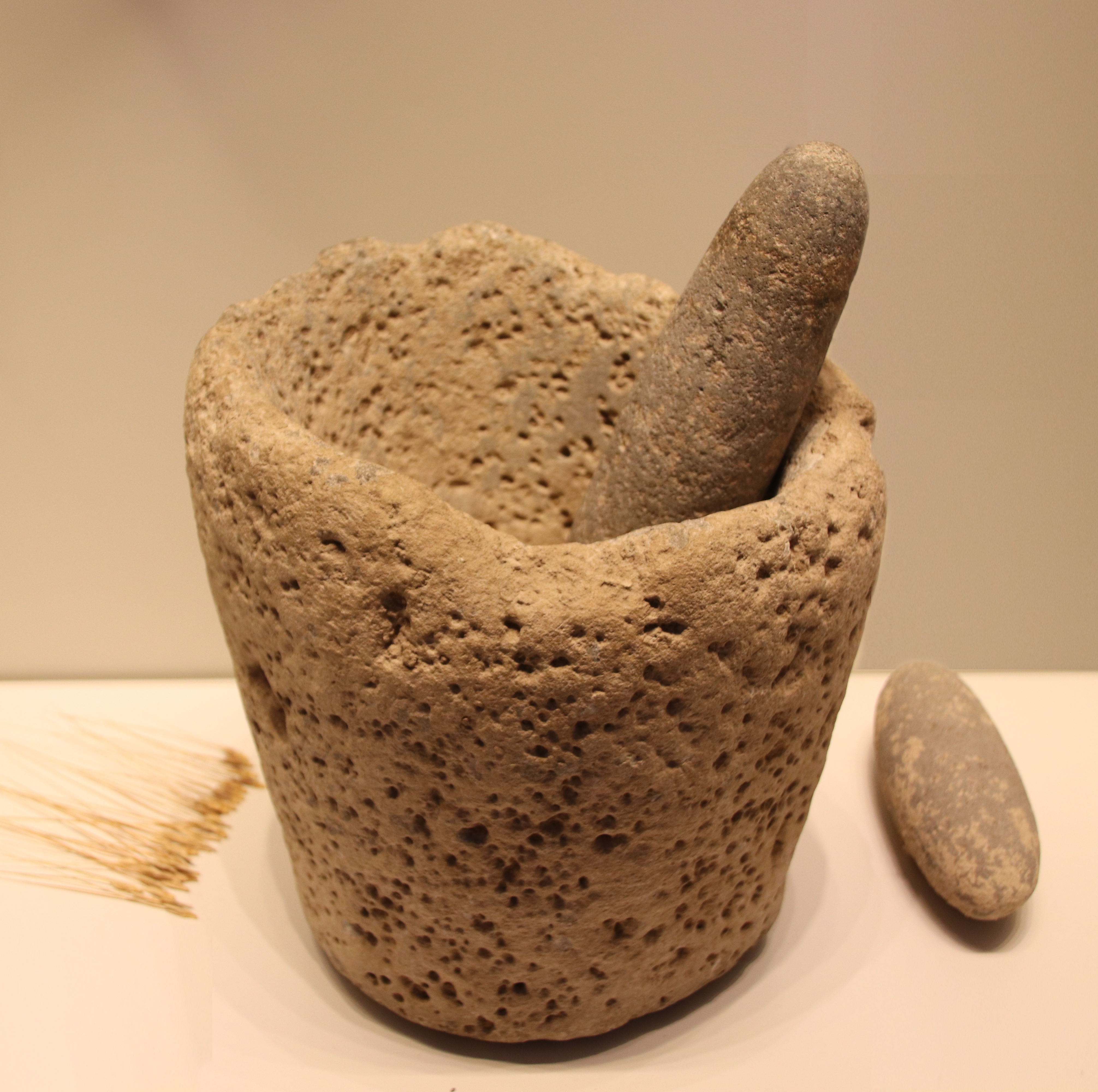
Almofariz de pedra da cultura Kebaran, 22000–18000 a.C.
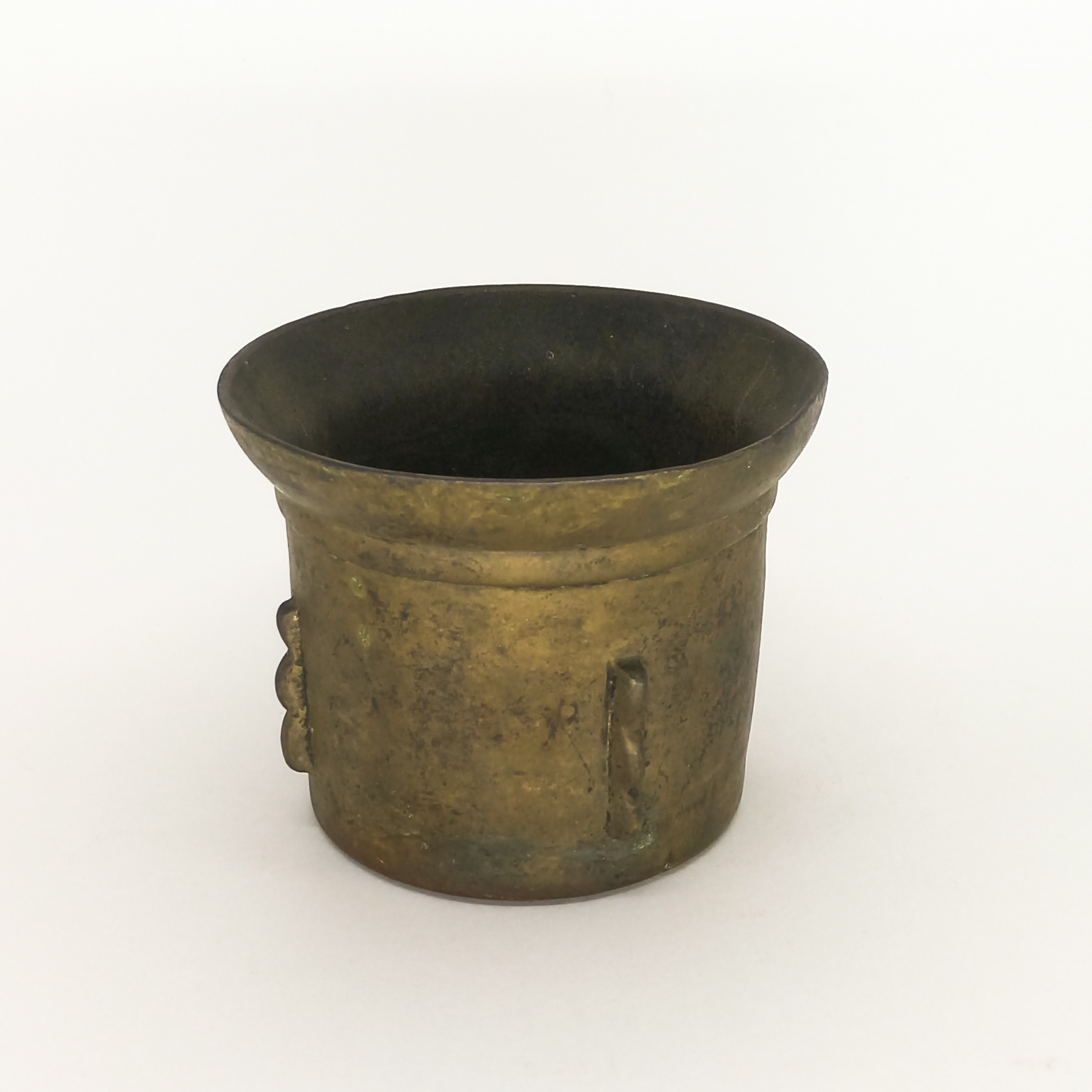
Almofariz de ferro fundido, do século XIX.
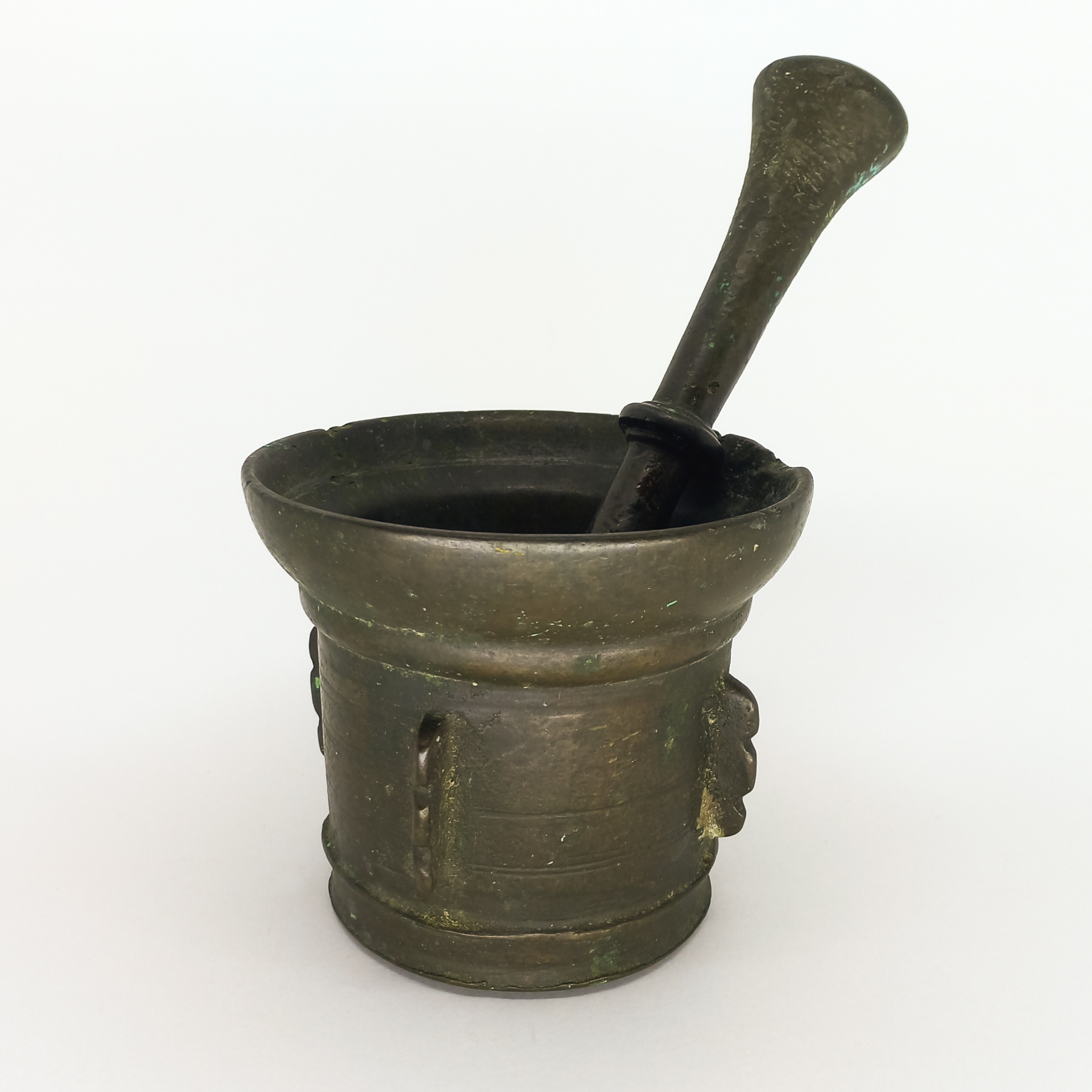
Conjunto de duas peças, almofariz e pilão feito de ferro fundido, do século XIX.
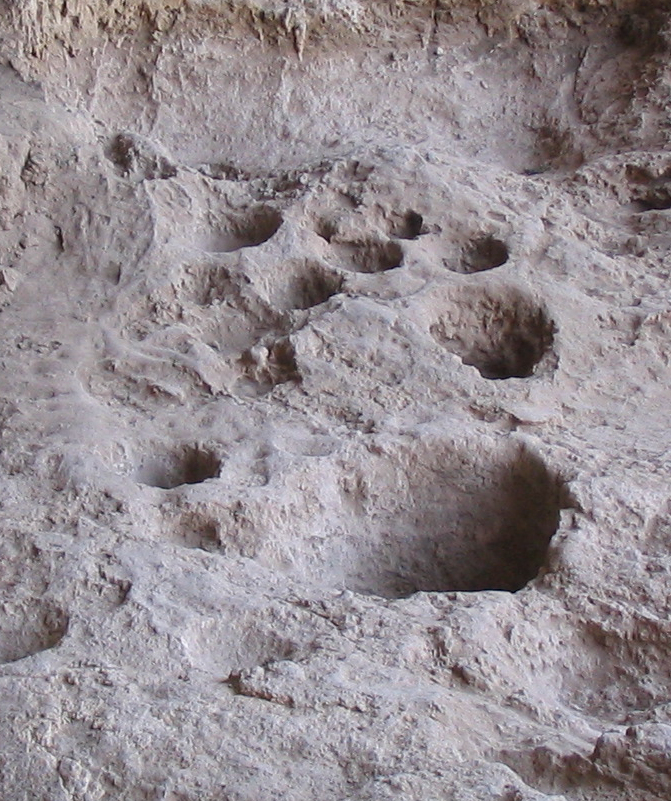
Buracos na caverna Raqefet, em Israel, usados para o processo de moagem durante a Idade da Pedra.